# استفانو آلوکیو
استفانو آلوکیو (ایتالیایی: Stefano Allocchio؛ زادهٔ ۱۸ مارس ۱۹۶۲) دوچرخه‌سوار اهل ایتالیا است.